# Верстрате, Луи
Луи Верстрате (нидерл. Louis Verstraete; род. 4 мая 1998 года, Бельгия) — бельгийский футболист, полузащитник клуба «Васланд-Беверен».

## Карьера
Верстрате — воспитанник клуба «Гент». В 2016 году подписал с командой первый профессиональный контракт сроком на два года. С сезона 2016/2017 привлекался к тренировкам с основным составом. 22 декабря 2016 года дебютировал в Лиге Жюпиле в поединке против «Андерлехта», выйдя на замену на 83-й минуте вместо Жереми Пербе. Всего в сезоне провёл семь матчей, во всех выходя на замену.
Активно привлекается к матчам юношеских сборных Бельгии. Принимал участие в отборочных играх к юношеским чемпионатам Европы до 17 и 19 лет, однако вместе с командой в финальную стадию не выходил.